# リクルーター (アメリカ軍)
リクルーターとは、アメリカ軍で新規入隊、予備役登録の兵士採用を担当する軍人。日本では自衛隊の広報官になぞらえた「広報官」や軍事色を強めた「募兵官」など複数の訳が存在する。

## 概要
主に入隊適齢期の青少年たち（州により異なるが概ね17歳前後で高校卒業程度）に年齢的に近い若手の下士官兵たちがその任務（スカウト）に当たる。
学校訪問やダイレクトメールなど従来型のリクルートの他、ウェブサイトやSNSを利用した勧誘も行っている。専属以外にもアメリカ陸軍では兵士募集を担当する陸軍募集コマンドが現役・予備役兵士によるeスポーツチーム「アメリカ陸軍eスポーツ」を後援しており、大会への参加を通して勧誘活動を行うなど、様々な試みがある。

## 批判
2004年発表のマイケル・ムーア監督作品「華氏911」劇中で海兵隊礼装を着用した2人のリクルーター が、低所得者層が利用するスーパーマーケットを訪れ、平日の昼間にたむろしている若者を集中的に「オルグ」を行うシーンが放送され、後にその本人がイラク戦争で戦死したことから国内外で注目を受けるようになった。また映画中、リクルーターは取材班に対し「富裕層が利用する店は巡回しない」と明言している。
日本では過去にNHK総合テレビでリクルーターの「公権力濫用」を取り上げた特集番組が放送されている。